# Bańdziochowe Siodełko
Bańdziochowe Siodełko (ok. 1960 m n.p.m.) – płytkie siodełko na Mięguszowieckim Filarze w Tatrach Polskich pomiędzy Bańdziochowym Grzebykiem a Wyżnią Turnią nad Maszynką (ok. 1960 m). Znajduje się tuż po południowo-zachodniej stronie tej ostatniej. Wcięte jest w grań tylko na 1 m i składa się z dwóch siodełek, pomiędzy którymi jest 6-metrowej długości, łatwy do przejścia koń skalny. Jest łatwo rozróżnialne, gdyż zaraz koło niego znajduje się Wyżnia Turnia nad Maszynką z dużym, jasnym obrywem. Bańdziochowe Siodełko ma znaczenie z tego względu, że stanowi najłatwiejsze miejsce, z którego podczas przejścia Mięguszowieckim Filarem można się wycofać do Bańdziocha. Rolę tę spełnia wyżej położone siodełko. Ku północnej ścianie odchodzi od niego poziomy zachodzik, ku wschodniej stromy, trawiasty, podwójny żlebek.

## Drogi wspinaczkowe
1. Ze środkowej części Bańdziocha; 0 w skali tatrzańskiej, czas przejścia 20 min
2. Z górnej części Bańdziocha; 0, krótki odcinek I, 20 min[1].